# ما بیکر
«ما بِیکر» (به انگلیسی: Ma Baker) تک‌آهنگی از گروه موسیقی سرشناس بانی ام است که در سال ۱۹۷۷ میلادی منتشر شد.
این تک‌آهنگ در چارت‌های نروژ در رتبه اول و در چارت‌های فنلاند، بریتانیا، نیوزلند جزو ده ترانه اول قرار گرفت.

## موضوع ترانه
ما بارکر ، بزه کار آمریکایی در این ترانه مورد یادکرد قرار گرفته است .مابکر ، با نام اصلی کلارک بارکر، که همچنین با نام آریزونا بیکر شناخته می‌شد مادر اعضای گروه جنایتکار بیکر در برهه ای که مردم آمریکا گرفتار ظهور گروه‌های جنایتکاری در منطقه میدوست (Midwest) آمریکا بودند،بود . او در طول دوره ای که پسرهایش مشغول کارهای جنایتکارانه‌شان بودند به همراهشان سفر می‌کرد.
پس از اینکه بیکر طی درگیری مسلحانه با اف‌بی‌آی کشته شد، به عنوان رئیس بیرحم بزه شناخته شد، کسی که جنایات پسرانش را کنترل می‌کرد. ادگار هوور (نخستین رئیس اف‌بی‌آی) او را اینگونه توصیف می‌کند: «شرورترین، خطرناک‌ترین و زیرکترین ذهن خلافکار دهه گذشته».